# Andrena hoffmanni
Andrena hoffmanni is een vliesvleugelig insect uit de familie Andrenidae. De wetenschappelijke naam van de soort is voor het eerst geldig gepubliceerd in 1915 door Strand.